# Epitaph des Bartold Busse

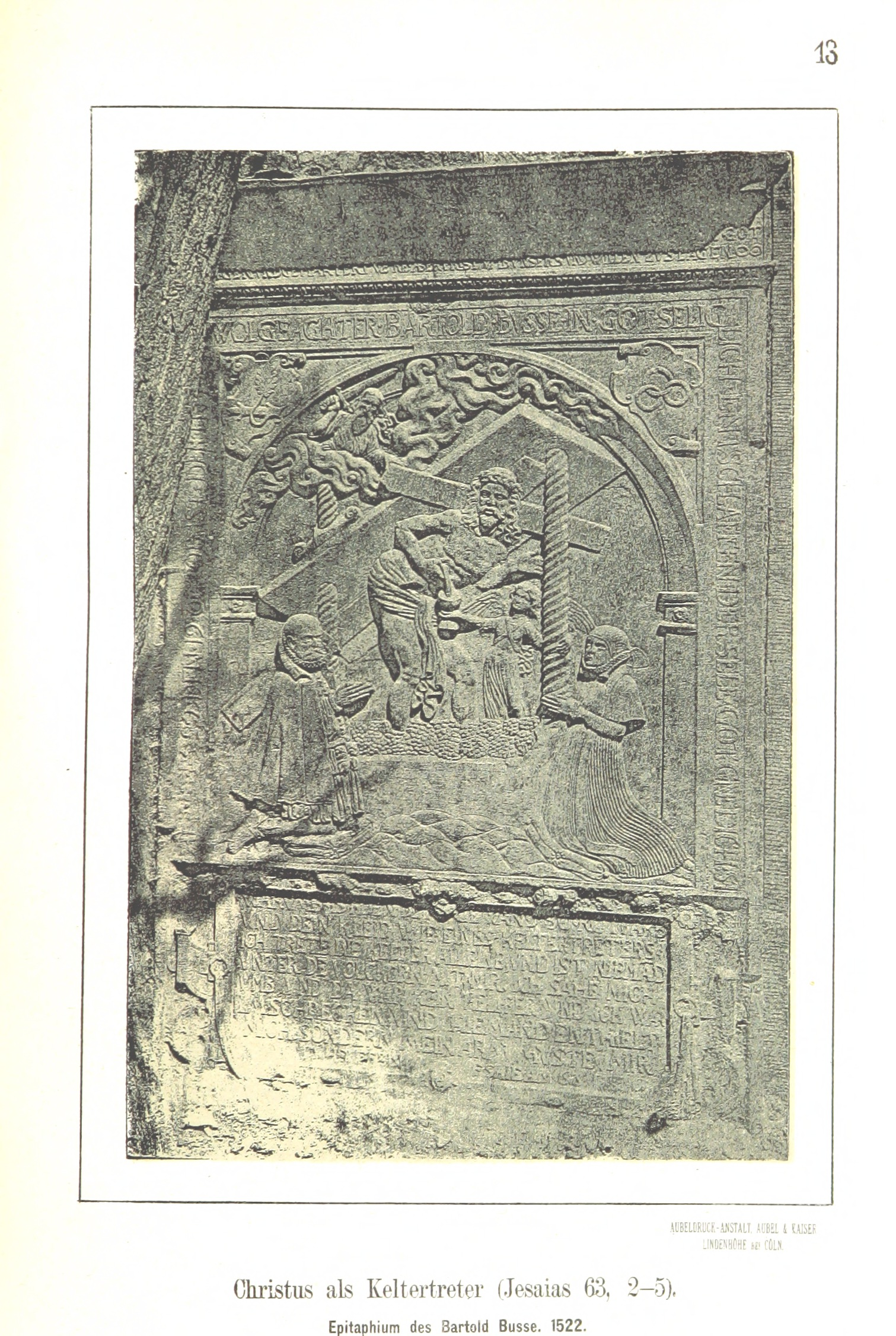
Fotoabdruck mit dem Untertitel „Christus als Keltertreter“

Das Epitaph des Bartold Busse war ein Grabdenkmal an der Nikolaikapelle vor Hannover. Das 
Renaissance-Epitaph aus dem 16. Jahrhundert wurde während der Luftangriffe auf Hannover im Zweiten Weltkrieg zerstört. Es erinnerte an den am 19. Oktober 1592 verstorbenen Bartold Busse. Der Verstorbene war mit Katharina von Wintheim verheiratet, deren Wappen sich auf dem Epitaph rechts oben gegenüber dem Busseschen Wappen fand.
Der Archivar Otto Jürgens (1862–1929) verzeichnete in seiner 1907 erschienenen Hannoverschen Chronik den Bartold Busse als Geschworenen des Rates der Stadt Hannover für die Amtszeit von 1574 bis 1586. Busse soll laut der Chronik von einer Pferdekutsche gestürzt und danach mehr als zehn Jahre lang bettlägerig gewesen sein. Die lange Zeit seiner Krankheit war der Anlass sowohl des für ein Grabmal ungewöhnlichen Motivs mit der Darstellung des Christus in der Kelter (Jesaja 63,2–5 ) als auch zur Auswahl der Zitate aus der Bibel.
Über der Kelter erscheint in den Wolken Gottvater mit einem Schwert, unten im Vordergrund Bartold Busse und seine Frau auf Knien anbetend.
Der Abdruck einer Fotografie des Epitaphs, hergestellt von der „Aubeldruck-Anstalt, Aubel & Kaiser, Lindenhöhe bei Cöln“, findet sich in August Juglers Schrift Aus Hannovers Vorzeit.